# 양산 통도사 가경3년명 미륵후불탱
양산 통도사 가경3년명 미륵후불탱(梁山 通度寺 嘉慶三年銘 彌勒後佛幀)은 대한민국 경상남도 양산시 하북면 통도사에 있는 불화이다. 
2005년 1월 13일 경상남도의 유형문화재 제420호 통도사 가경3년 미륵후불탱으로 지정되었다가, 2018년 12월 20일 현재의 명칭으로 변경되었다.

## 개요
본 작품은 1798년에 통도사에서 활동한 중요한 화승인 옥인(玉仁)·경보(璟甫)·승활(勝活) 등에 의해서 제작된 작품이며 특히 화폭에 미륵독존상을 배치한 도상으로 상태도 양호하여 자료적 가치가 높다. 

## 같이 보기
- 통도사
- 가경 - 청나라 인종 가경제의 연호

## 참고 자료
- 양산 통도사 가경3년명 미륵후불탱 - 국가유산청 국가유산포털